# Estrutes
Estrutes (en llatí Struthas, en grec antic Στρούθας) era un sàtrapa persa, designat pel rei Artaxerxes II per substituir Tirabazos com a sàtrapa de Lídia el 391 aC o 392 aC. Apareix esmentat també amb el nom d'Estratos.
A causa de la victoriosa campanya d'Agesilau II a l'Àsia Menor, Estrutes tenia la convicció de què els espartans eren molt poderosos i va decidir des del començament donar el seu suport als atenencs. Els espartans van enviar contra Estrutes al general Tibró però Estrutes el va sorprendre i Timbró va morir en la lluita, en una batalla en la qual els perses van sortir totalment victoriosos. Els espartans van enviar el general Dífrides que va tenir una mica més d'èxit que el seu predecessor.
El 388 aC ja torna a aparèixer Tirabazos en possessió de la satrapia.